# Estépar
Estépar est une commune d'Espagne dans la communauté autonome de Castille-et-León, province de Burgos. Elle s'étend sur 102,7 km2 et comptait environ 725 habitants en 2011.

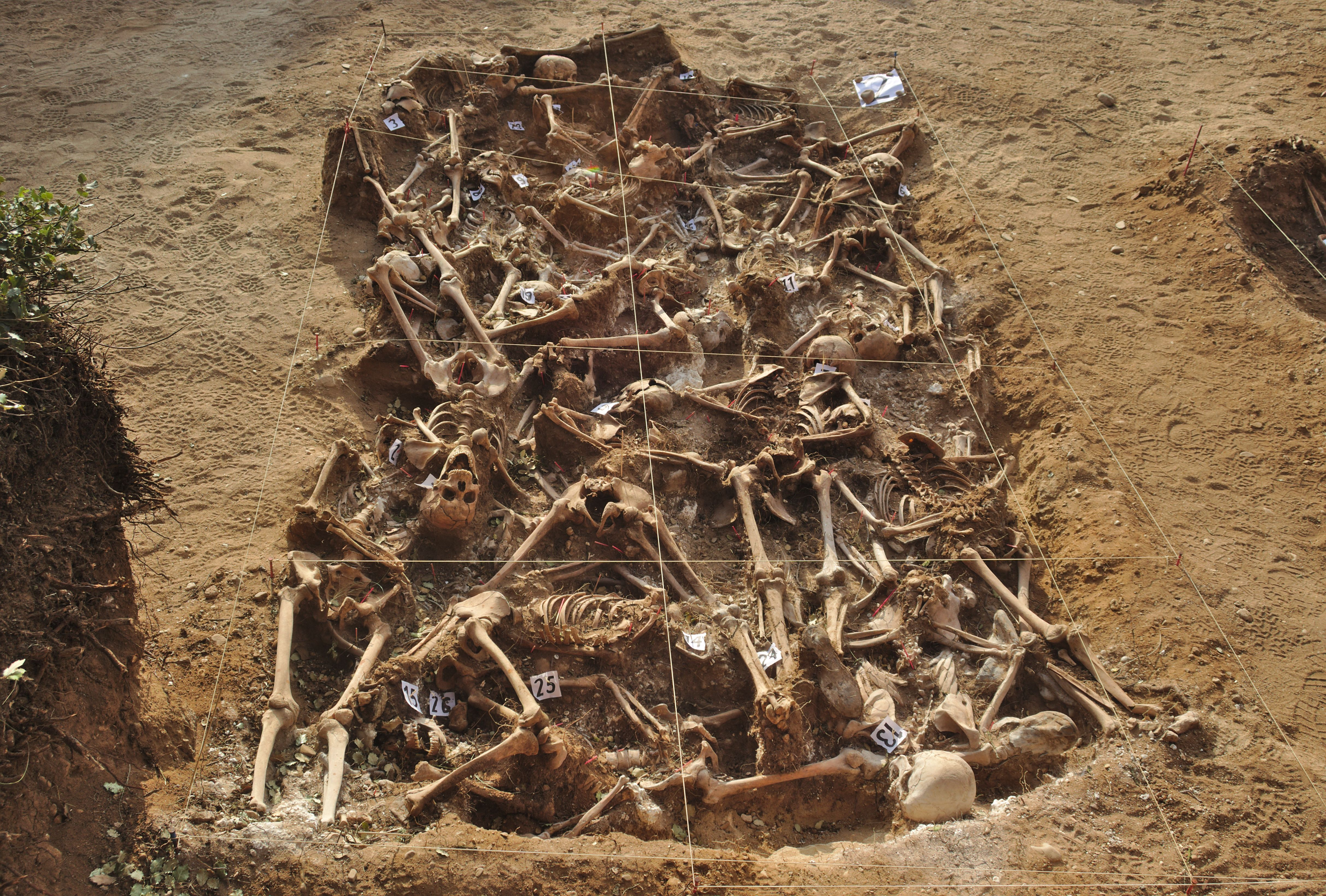
Fosse commune à Estépar, datant de 1936, contenant les restes de Républicains massacrés au début de la Guerre d'Espagne.